# Bulbophyllum wilkianum
Bulbophyllum wilkianum är en orkidéart som beskrevs av Trevor Edgar Hunt. Bulbophyllum wilkianum ingår i släktet Bulbophyllum och familjen orkidéer. Inga underarter finns listade i Catalogue of Life.